# Cefaleia em trovoada
Uma cefaleia em trovoada (em inglês: thunderclap headache, TCH) é uma cefaleia intensa e de início súbito. É definida como uma forte dor de cabeça que leva de segundos a minutos para atingir a intensidade máxima. Embora cerca de 75% sejam atribuídos a dores de cabeça "primárias" - transtorno de cefaleia, cefaleia inespecífica, cefaleia em trovoada idiopática ou transtorno de cefaleia incerto - o restante é secundário a outras causas, que podem incluir algumas doenças agudas extremamente perigosas doenças, bem como infecções e outras condições. Normalmente, investigações adicionais são realizadas para identificar a causa subjacente.